# Киблаи
Киблаи́ (тадж. Қиблаӣ) — село в районах республиканского подчинения Республики Таджикистан. 
Административный центр джамоата (сельской общины) Киблаи района Рудаки.
Находится на холмистой местности недалеко от столицы Таджикистана (г. Душанбе), на расстоянии 25 км от райцентра (пгт. Сомониён).
Население — 2640 чел. (2017).